# 江河徹
江河 徹（えがわ とおる、1926年 - ）は、英文学者、立教大学・フェリス女学院大学名誉教授。
大分県日田市生まれ。1962年東京都立大学 (1949-2011)大学院英文学専攻博士課程修了。立教大学助教授、教授、1992年フェリス女学院大学教授。2002年定年、名誉教授。

## 編著
- 『幻想文学館』全5巻 くもん出版 1989年
- 『<身体>のイメージ イギリス文学からの試み』ミネルヴァ書房 1991年

### 翻訳
- ノースロップ・フライ『教養のための想像力』前田昌彦共訳 太陽社 1969 (太陽選書)
- J・G・フレーザー『旧約聖書のフォークロア』太陽社 1976 (太陽選書)
- ノーマン・コーン『千年王国の追求』紀伊国屋書店 1978
- ピーター・カヴニー『子どものイメージ 文学における「無垢」の変遷』（監訳）高田賢一ほか訳 紀伊国屋書店 1979年
- エドマンド・リーチ『神話としての創世記』紀伊国屋書店 1980 文化人類学叢書。ちくま学芸文庫 2002
- メアリー・ダグラス『象徴としての身体 コスモロジーの探究』共訳 紀伊国屋書店 1983 文化人類学叢書
- R.ニーダム『人類学随想』岩波書店 1986 岩波現代選書